# Christ(off)
Pour plus de détails, voir Fiche technique et Distribution.
Christ(off) est un film français réalisé et écrit par Pierre Dudan d'après une idée originale de Fanny Desmarès, sorti en 2018.

## Synopsis
Avec son groupe de musique chrétienne, le Père Marc organise une tournée dans toute la France afin de récolter des fonds pour construire un hôpital pour enfants en Haïti. Il croise sur sa route Christophe, un homme de 33 ans vivant encore chez sa mère, qu'il recrute. La seule condition est que Chris se fasse passer pour un membre du clergé.

## Fiche technique
Sauf indication contraire, les informations mentionnées dans cette section peuvent être confirmées par les bases de données cinématographiques IMDb et Allociné,  présentes dans la section « Liens externes ».
- Titre original : Christ(off)
- Réalisation : Pierre Dudan
- Assistant à la réalisation : François Domange
- Scénario : Pierre Dudan, Julien Arruti, Philippe Lacheau avec la collaboration avec Sophie Depooter
- Photographie : Vincent Gallot
- Montage : Stéphane Payen, Alice Moine
- Décors : Samuel Teisseire
- Costume : Thierry Delettre
- Attaché de presse :
- Musique : Les apôtres (BPC Studio)
- Scripte : Julie Vasconi
- Productrice : Alexandra Fechner
- Directrice de production : Véronique Lamarche
- Coproducteur : Cédric Iland, Nadia Khamlichi et Adrian Politowski
- Producteur délégué : Franck Milcent
- Société de production : Fechner Films
- Société production étranger : Nexus Factory, Umedia
- Distribution : La Belle Company
- Pays :  France
- Format : Couleur, 2.39:1, Dolby Digital[2]
- Genre : Comédie
- Durée : 91 minutes
- Dates de sortie :
  -  France : 11 juillet 2018

## Distribution
- Michaël Youn : Frère Christophe
- Victoria Bedos : Jeanne
- Lucien Jean-Baptiste : Père Marc
- Bernard Le Coq : Père Bernard
- Jarry : Père Luc
- Simon Astier : Frère Julien
- Vincent Desagnat : Joseph
- Stéphanie Murat : Marie
- Gérard Boucaron : Père Noël
- Aliou Cissé : Père Nestor
- JoeyStarr : Mec
- Célestin Séraphine : Jean-Charles
- Clara Huet : Marie-Madeleine
- Jean-François Gallotte : Père Gilles
- Marie-Bénédicte Roy : la religieuse
- Fabrice de la Villehervé : l'homme au confessionnal
- Philippe Villiers : le moine cistercien
- Martin Salmon : le jeune moine
- Fred Braz :  moine  carmélite

## Production

### Attribution des rôles
Michaël Youn obtient le rôle principal du film. Il jouera Jésus.
Lucien Jean-Baptiste retrouve Michael vingt ans plus tard car les deux acteurs étaient allés ensemble au Cours Florent.

### Tournage
Du lundi 26 au vendredi 30 juin 2017, une équipe d'environ 70 personnes était présente pour le tournage qui s'était déroulé à Clermont de l'Oise. La place de l’hôtel de ville, l’église Saint-Samson, le bar Le Celtic, la tapisserie de Lucien Saguez, mais aussi dans la Forêt de Montigny sur Loing ont été filmés, ce qui devrait représenter 15 minutes du film. Des admirateurs n'ont pas reconnu Michaël Youn avec ses cheveux longs.
Le samedi 1er juillet, le tournage a lieu à Étouy[réf. nécessaire].
Le mercredi 5 juillet 2017 et le lundi 10 juillet 2017, le tournage s'est déroulé à Pontoise. Le 10, l'équipe technique s'était installée devant une pharmacie, pour faire une scène, où le Frère Christophe a l'air d'être gêné d'accompagner un moine à celle-ci.
À partir du 28 août, le tournage se déroule à La Genevraye, sur les bords du Loing[réf. nécessaire].

## Box-office
Le film fait partie des flops les plus importants du cinéma français en 2018 : sorti dans 375 salles, il n'attire que 103 000 spectateurs.